# 米洛格拉多夫卡河
米洛格拉多夫卡河（俄语：Река Милоградовка），前称汪清河（俄语：Река Ванцин, Река Ван-Чин, Река Ванчия），是滨海边疆区奥莉加区的河流，源起支链河和长河交汇处，长55公里，流域面积969平方公里，注入米洛格拉多夫卡湾。1972年更为现名。

## 引用
1. ↑  А·П·穆拉诺夫. . 列宁格勒: 气象出版社. 1966 （俄语）.
2. ↑  . 列宁格勒: 气象出版社 （俄语）.
3. ↑  Т·А·基谢尔科瓦娅. . 列宁格勒: 气象出版社. 1977 （俄语）.
4. ↑  . primpogoda.ru.   [2019-03-14]. （原始内容存档于2024-01-02） （俄语）.
5. ↑  .   [2019-03-14]. （原始内容存档于2014-04-13） （俄语）.
6. ↑   (PDF). www.vladcity.com. （原始内容 (PDF)存档于2011-07-17）.